# Leucauge superba
Leucauge superba là một loài nhện trong họ Tetragnathidae.
Loài này thuộc chi Leucauge. Leucauge superba được miêu tả năm 1890 bởi Thorell.